# Naturwaldreservat Riedholz
Das Naturwaldreservat Riedholz ist ein Naturwaldreservat im Naturraum Steigerwaldvorland, das sich über eine Fläche von etwa 11 Hektar im erstreckt.  Es befindet sich in Schwebheim, einem Markt im unterfränkischen Landkreis Schweinfurt, grob zwischen den Orten Grettstadt und Schwebheim, und seine Ausweisung erfolgte im Jahr 1999. Dieses Waldschutzgebiet gehört zu den wenigen Reservaten auf kommunaler Ebene.

## Geographische Lage
Das Waldschutzgebiet liegt im nördlichen Teil des Steigerwaldvorlandes. Es grenzt an Grettstadt im Osten und an Schweibheim im Westen. Das Naturwaldreservat befindet sich vollständig im FFH-Gebiet Unkenbachaue mit Sulzheimer Gipshügel und Grettstädter Wiesen. 
Zudem ist es Teil des Vogelschutzgebiets Schweinfurter Becken und nördliches Steigerwaldvorland sowie des Naturschutzgebiets Riedholz und Grettstädter Wiesen. Südöstlich liegt das Naturschutzgebiet Sulzheimer Gipshügel.

## Schutzstatus und Geschichte
Abgesehen von notwendigen Maßnahmen des Waldschutzes und der Verkehrssicherung findet in Naturwaldreservaten und Naturwäldern keine Bewirtschaftung und keine Holzentnahme statt. Nach der Änderung des Bayerischen Waldgesetzes im Jahr 1998 erhielten Kommunen die Möglichkeit, Naturwaldreservate zu etablieren. 
Die Gemeinde Schwebheim in Unterfranken reichte daraufhin im August 1998 den Antrag ein, das Riedholz als solches auszuweisen. Am 6. Juli 1999 wurde das Riedholz offiziell als erstes Naturwaldreservat im bayerischen Kommunalwald ausgewiesen. Das Riedholz erstreckt sich über eine Fläche von etwa elf Hektar und ist Teil des größeren Gemeindewaldes. Teile des Riedholzes werden seit 1971 nicht bewirtschaftet. 
Bereits zu dieser Zeit beschloss die Gemeinde, die Bewirtschaftung von 2,3 Hektar des Waldes einzustellen, nachdem sie das Gebiet von der Bundesvermögensverwaltung erworben hatte. Früher wurde ein Teil des Waldes als Mittelwald bewirtschaftet, jedoch kam es nach Kriegsende zu einem intensiven Holzeinschlag auf einigen Flächen.

## Schutzgründe und Charakteristik
Das Reservat beherbergt einen vielfältigen Traubenkirschen-Erlen-Eschenwald auf feuchten Böden mit einem Bachlauf. Die Bodenvegetation umfasst zahlreiche feuchtigkeitsliebende Pflanzen, darunter die geschützte Frühlings-Knotenblume. Es wurden zehn Strauch- und 18 Baumarten identifiziert, vor allem Esche, Schwarzerle und Traubenkirsche. Die Anwesenheit von Stockausschlägen und starken Alteichen deutet auf frühere Mittelwaldnutzung hin.
Der Totholzvorrat beträgt 6,57 fm/ha, hauptsächlich von Weide, Stieleiche und Schwarzerle. Obwohl vorhandenes Totholz vorliegt, befindet sich der Zerfallsprozess in einem frühen Stadium, mit vergleichsweise wenig stärker dimensioniertem Totholz. Es wurden 29 Vogelarten während der Brutzeit kartiert, darunter Zaunkönige, Kohlmeisen, Rotkehlchen, Amseln und Zilpzalpe. Verschiedene Spechtarten sowie Weidenmeisen wurden ebenfalls gesichtet. 
Das Auftreten von Grauschnäppern weist auf komplexe Waldstrukturen hin. Die meisten der 12 identifizierten Bockkäferarten bevorzugen schwächeres Totholz und feuchtere Zersetzungsbedingungen.